# Samlarspett
Samlarspett (Melanerpes formicivorus) är en fågel i familjen hackspettar inom ordningen hackspettartade fåglar. Den förekommer från västra Nordamerika söderut till Colombia.

## Utseende och läte
Samlarspetten är en rätt liten (23 cm) hackspett, brokig i svart, vitt och rött. Ovansidan är svart, liksom bröstet. Resten av undersidan är gråvit, i varierande grad längsstreckat. Ansiktsuttrycket är clownartat med svart haka, vitt på panna och kind, vanligen vitt öga, gulaktig strupe och röd hjässa, mer utbrett hos hanen än honan. I flykten syns vit övergump och små vita fläckar på vingens ytterdel. Det vanligaste lätet återges i engelsk litteratur som ett "waka" som vanligen upprepas ett antal gånger.

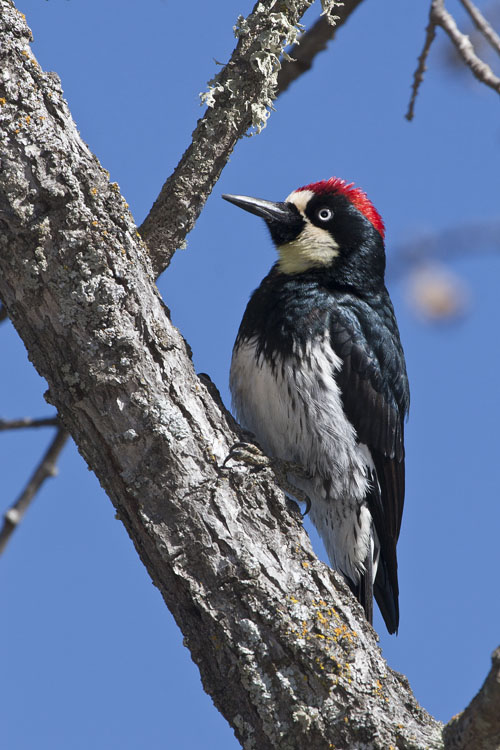
Samlarspett fotograferad i San Luis Obispo, Kalifornien.

## Utbredning och systematik
Samlarspett delas in i sju underarter i två grupper med följande utbredning:
- formicivorus-gruppen
  - Melanerpes formicivorus bairdi - förekommer i ek-tall-skogar från nordvästra Oregon till norra Baja California
  - Melanerpes formicivorus formicivorus – förekommer från Arizona, New Mexico och västra Texas till sydöstra Mexiko (väster om Chiapas)
  - Melanerpes formicivorus albeolus – förekommer från södra Mexiko (östra Chiapas) till nordöstra Guatemala och Belize
  - Melanerpes formicivorus lineatus – förekommer från södra Mexiko (Chiapas) till Guatemala och norra Nicaragua
  - Melanerpes formicivorus striatipectus – förekommer från Nicaragua till västra Panama
  - Melanerpes formicivorus flavigula – förekommer i Anderna i Colombia
- Melanerpes formicivorus angustifrons – förekommer i södra Baja California

Underarten angustifrons har föreslagits utgöra en egen art genom tydligt kortare vingar och brunt istället för vitt öga.

## Levnadssätt
Samlarspetten är vanlig i ekskog eller i tallskog med riklig ekförekomst. Den är en social fågel som både födosöker och häckar tillsammans i smågrupper. Födan består av ekollon och andra nötter vintertid, sommartid mest insekter. Under hösten kan den ses hacka hål i en trädstam för att sedan banka in en nöt eller ett ekollon för varje hål. Kolonier använder sedan dessa "skafferiträd" år efter år. Fågeln häckar mellan mars och juli i USA, i centrala Kalifornien även i augusti–november. I New Mexico häckar den mestadels från början av mars till början av september, i Arizona från juni.

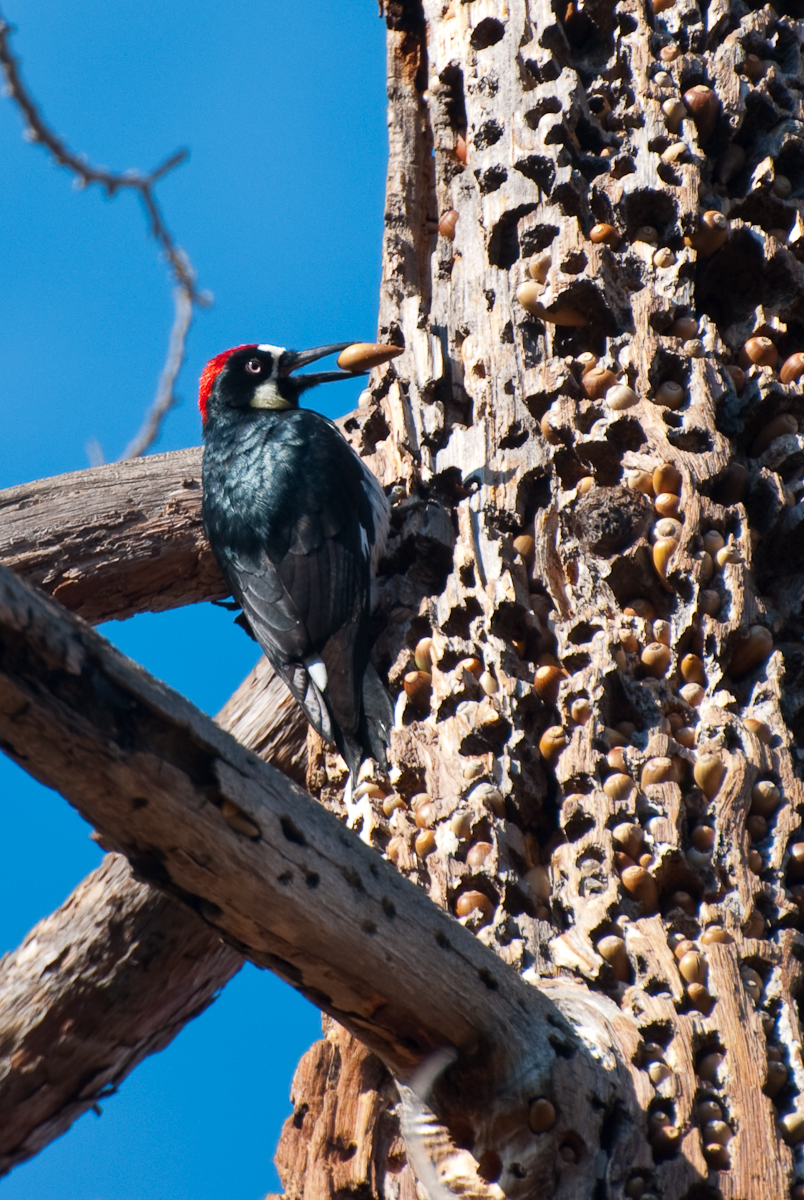
Samlarspett vid ett "skafferiträd".

## Status och hot
Arten har ett stort utbredningsområde och en stor population, och tros öka i antal. Utifrån dessa kriterier kategoriserar IUCN arten som livskraftig (LC).